# Мартыниха (река)
Мартыниха — река в России, протекает по Пригородному и Верхнесалдинскому районам Свердловской области. Устье реки находится в 99 км по правому берегу реки Салды. Длина реки Мартынихи составляет 11 км.

## Данные водного реестра
По данным государственного водного реестра России, река Мариыниха относится к Иртышскому бассейновому округу, речному бассейну Иртыша, речному подбассейну Тобола. Водохозяйственный участок — Тагил от города Нижнего Тагила и до устья.
Код объекта в государственном водном реестре — 14010501512111200005477.